# Дубровнишка република
Дубровнишката република (на латински: Respublica Ragusina) е град-държава в Далмация, съществувал като васал на различни по-големи държави от 1358 до 1808 година. За закрилник на града е приет Власий Севастийски.
Обособява се от Венецианската република със Задарския договор и последователно е васално владение на Унгария (1358 – 1458), Османската империя (1458 – 1684), Османската и Хабсбургската империя (1684 – 1806) и Първата френска империя (1806 – 1808). Като морска република достига най-големия си възход в търговията през XV и XVI век. Имала население от 30 000 души, от които около 5000 живеели вътре в крепостните стени. Девизът на републиката на латински бил „Non bene pro toto libertas venditur auro“ („Свободата не се продава за всичкото злато“). През 1808 година е анексирана от контролираното от Наполеон I Кралство Италия, а през 1809 г. територията на бившата Дубровнишка република е включена в състава на Илирийските провинции.